# Maria Hilf (Bamberg)

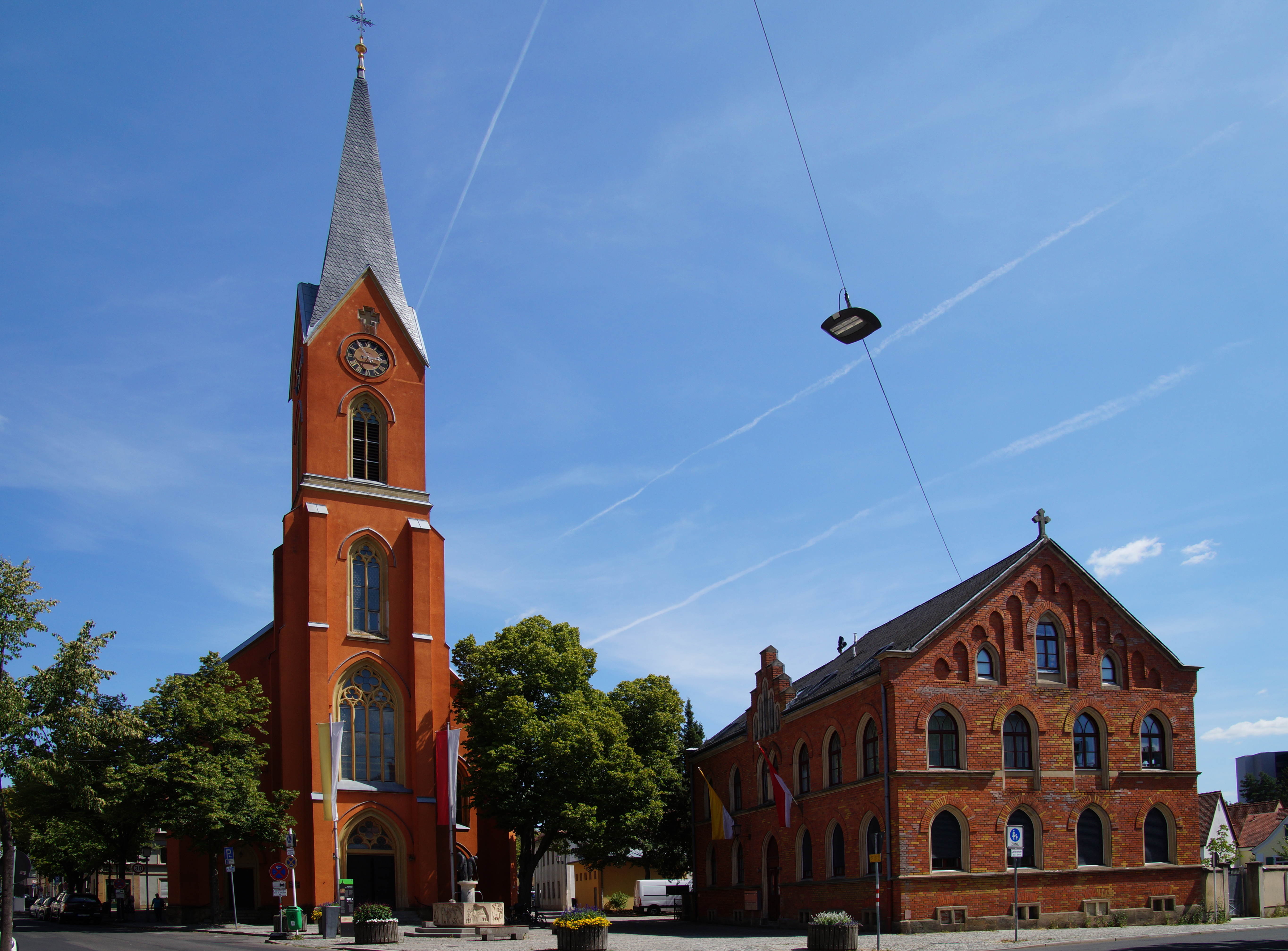
Maria Hilf Bamberg – Kirche und Pfarrhaus, Ansicht von Westen

Die römisch-katholische Pfarrkirche Maria Hilf, auch Wunderburgkirche genannt, ist seit 1905 die Pfarrkirche der katholischen Pfarrei Maria Hilf in Bamberg und Wahrzeichen des Bamberger Stadtteils Wunderburg. Sie wurde 1887 bis 1892 vom Architekten Chrysostomus Martin (1851–1930) erbaut. Sie gehört zum katholischen Seelsorgebereich Bamberger Osten, mit den weiteren Pfarrkirchen St. Otto, St. Gangolf, St. Heinrich, St. Kunigund und St. Anna.

## Entstehung der Wunderburg und Bau der Magdalenenkapelle

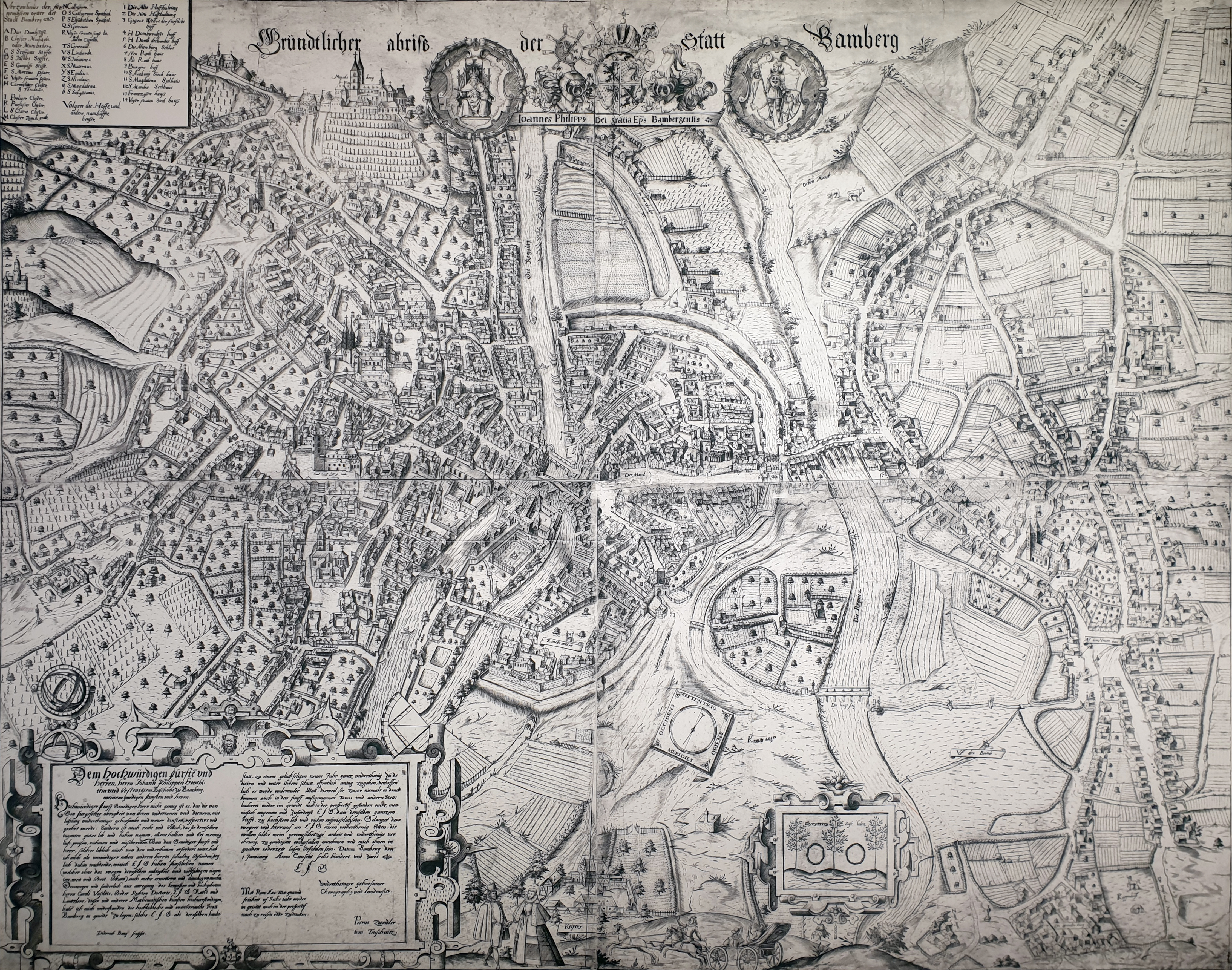
Ansicht von Bamberg von Petrus Zweidler – Die Wunderburg mit ihrer Kapelle findet sich ganz rechts unten im Bild.

Ein Jahr nachdem in Bamberg die Pest gewütet hatte, stellte der Bamberger Fürstbischof Friedrich I. von Hohenlohe (1344–1352) 1350 seinem Küchen- und Forstmeister Friedrich von Rotenstein einen Schutzbrief aus, damit dieser eine Hofstatt vor den Toren der Stadt errichten konnte. „Gelegen vor der Stadt zu Bamberg zwischen dem Hundsbühl, der Nürnberger Straße und vor dem Hauptsmoor; ein wehrhaftes Haus, einen Stadel und andere Häuser nach seinem Nutzen und Notdurft. Festiglich und köstiglich, dass man es heißt die ‚Wunderburg‘“. An den Besitz des Forstmeisters von Rotenstein schloss sich die fürstbischöfliche Gestüthalterei, der Koppenhof, an. Die Ansiedlung der Wunderburg dehnte sich immer weiter aus, so dass 1471 unter Bischof Georg I. von Schaumberg (1459–1475) von einer Vorstadt gesprochen werden konnte. Die Hofstatt und die sich allmählich darum schließende Siedlung wurde in die Pfarrei St. Martin eingepfarrt. In dieser Hofstatt war bereits frühzeitig eine Kapelle errichtet worden, die der hl. Magdalena und der hl. Ottilie geweiht war. Eine erste Erwähnung ist aus dem Jahr 1496 dokumentiert. Es wird im 15. Jahrhundert ein Benefizium am Magdalenen- und Ottilienaltar erwähnt, das von der Stadtpfarrei St. Martin und dem Kollegiatsstift St. Maria und St. Gangolf aus versehen wurde. Diese erste Magdalenen-Kapelle wurde im Zuge des Dreißigjährigen Kriegs beim Durchzug der Schweden im Jahre 1632 niedergebrannt. Schwester Junius aus dem Heiliggrabkloster gab darüber einen Augenzeugenbericht. Diese erste Kapelle ist noch auf dem ersten Bamberger Stadtplan von Petrus Zweidler aus dem Jahr 1602 (ganz rechts unten) zu sehen.

## Zweite und dritte Kapelle

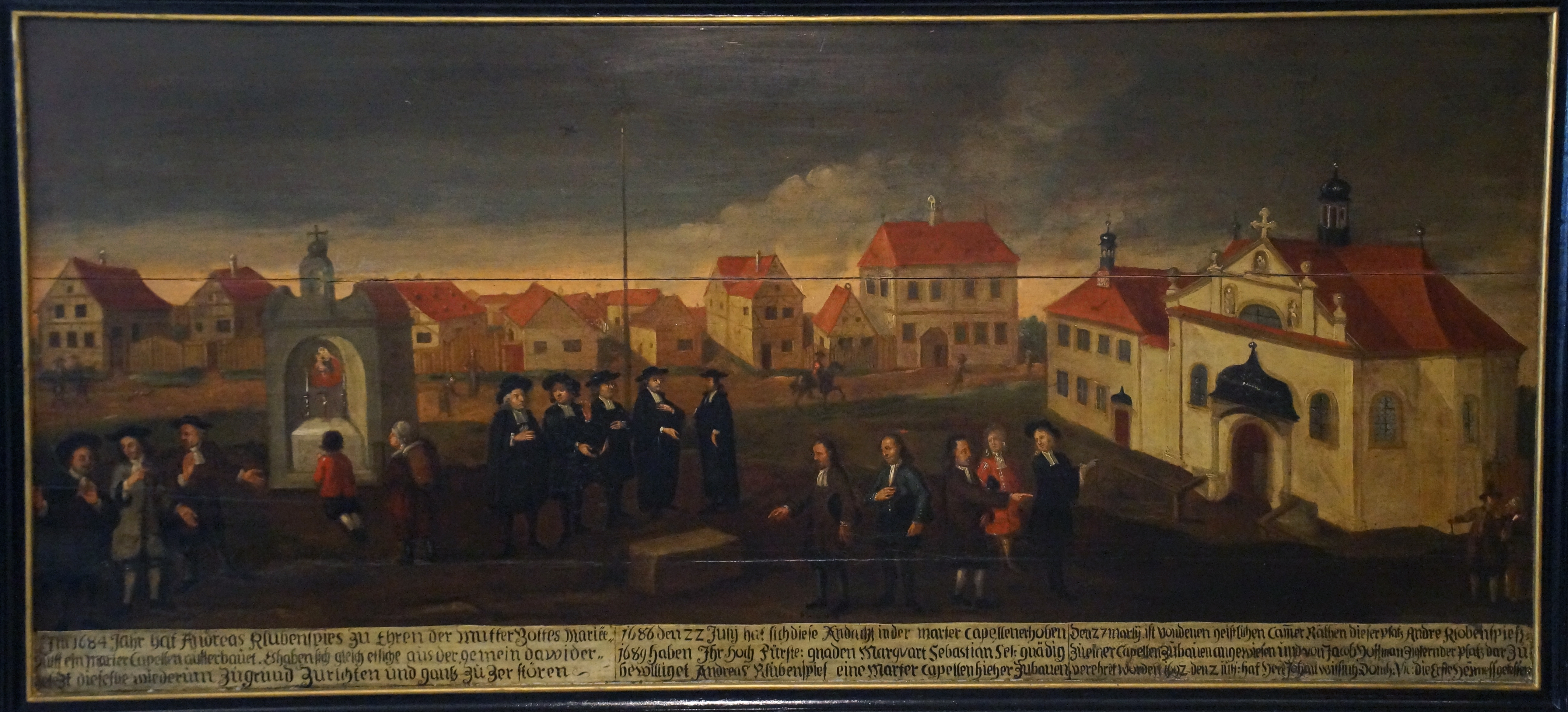
Marterkapelle in der Wunderburg Bamberg – Gemälde im Besitz der Pfarrei Maria Hilf

Zu Beginn des Jahres 1684 entstand in der Wunderburg unter dem Schneider- und Gemeindemeister Andreas Klubenspieß eine Marterkapelle zu Ehren der Muttergottes. In ihr wurde das heutige Gnadenbild aufgestellt. Es wurde um 1650/60 von einem unbekannten Künstler angefertigt und ist eine geschnitzte und farbig gefasste Nachbildung der „Mutter von der immerwährenden Hilfe“ von Lucas Cranach von 1525. Infolge des Gnadenbildes entwickelte sich ein reger Zuspruch durch hilfesuchende Gläubige, sodass schon bald ein größerer Kirchenbau nötig wurde.

Kapelle Maria Hilf in der Wunderburg Bamberg – vor der Niederlegung um 1880

In den Jahren 1689–1696 entstand unter Fürstbischof Marquard Sebastian Schenk von Staufenberg (1683–1693), der das Bauholz schenkte, eine größere Gnadenkapelle im barocken Stil. Den Bauplatz stiftete Jakob Hofmann, Ziegler in der Wunderburg. Die Bewohner der Wunderburg, von St. Gangolf sowie der nächsten Ortschaften leisteten Frondienste. Am 2. Juli 1692, dem Fest „Maria Heimsuchung“, feierte in ihr Domvikar Johann Wissing die erste Heilige Messe. Zwei Seitenaltäre der neuen Kapelle waren der hl. Magdalena und der hl. Ottilie geweiht. Von daher erklärt es sich, dass bis zum heutigen Tag das Patrozinium am 2. Juli, das Kirchweihfest jedoch am Sonntag vor dem Fest Maria Magdalena (22. Juli) gefeiert wird. Die „Wunderburger Kerwa“ avancierte bis zum heutigen Tag zur zweitgrößten Kirchweih in Bamberg und ist weit über die Stadtteilgrenzen und die Stadt Bamberg hinaus bekannt. 1749 wurde für die Maria Hilf Kapelle ein Incuratbenefizium errichtet. 1805 erfolgte die Eingliederung in die Stadtpfarrei St. Gangolf. Die Maria Hilf Kapelle wurde zur Kuratie.

## Pfarrkirche Maria Hilf

### Baugeschichte

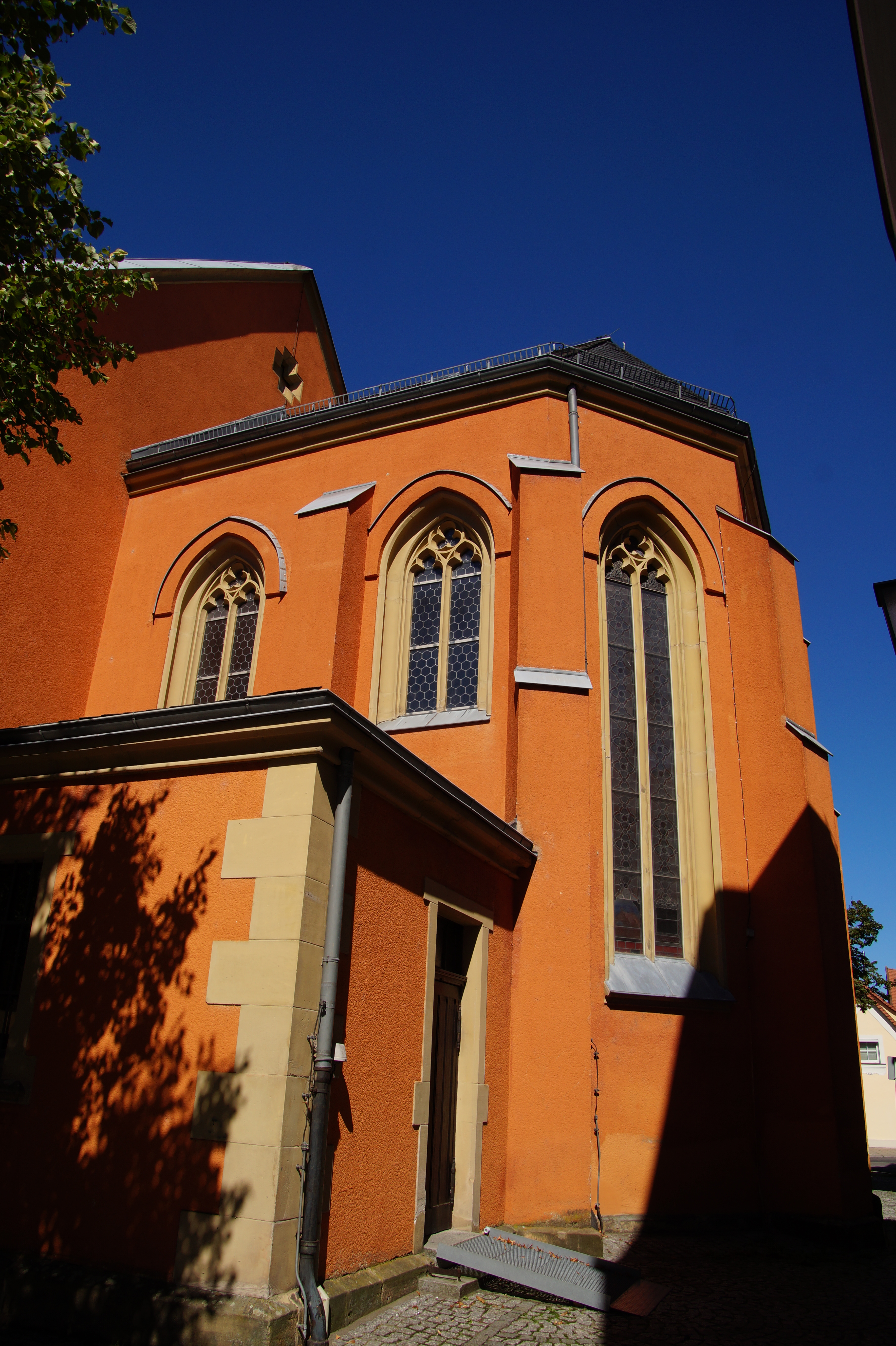
Kirche Maria Hilf Bamberg – Außenansicht des Chors

Im 19. Jh. wuchs die Bevölkerung in der Wunderburg rasch an. 1887 kam die Genehmigung der Regierung zum Neubau der nochmals größeren, jetzigen Wunderburger Pfarrkirche. Die barocke Maria-Hilf-Kapelle wurde niedergelegt, die Grundsteinlegung der neuen Kirche am 17. Oktober 1887 vorgenommen. Am 8. September 1889 wurde die Maria-Hilf-Kirche benediziert, d. h. die erste hl. Messe durch Domkapitular Dr. Erhard Appel, Kuratus in der Wunderburg, gefeiert. 1892 wurde sie durch Erzbischof Joseph v. Schork konsekriert.
Die Zugehörigkeit zur Pfarrei St. Gangolf währte bis 1905, als die Wunderburg zur selbstständigen Pfarrei erhoben wurde. „Im Namen seiner Majestät des Königs Luitpold, von Gottes Gnaden Königlicher Prinz von Bayern, Regent. Wir finden uns allergnädigst bewogen, die Erhebung der Kuratie bei Maria Hilf in der Wunderburg zur selbständigen Pfarrei zu genehmigen“. Der Name der neugegründeten Pfarrei geht zurück auf das gleichnamige Gnadenbild aus dem 17. Jh. Der Pfarrsprengel umfasste die eigentliche Wunderburg und die Besiedelungen in der Südflur und im Osten bis zum Hauptsmoorwald. Im Jahr 1981 wurde das im Osten gelegene Pfarrgebiet herausgelöst und der neugegründeten Pfarrei St. Anna übertragen.

### Baubeschreibung
Maria Hilf ist ein einheitlicher, neugotischer, rotorange verputzter Backsteinbau, ringsum von Strebepfeilern umgeben, mit einem Schieferdach. Der Chor ist mit 3⁄8–Schluss eingezogen, beiderseits sind niedrige Anbauten unter Pultdächern ausgeführt. Das geostete Langhaus hat 2 mal 5 hohe Spitzbogenfenster, im Westen ragt ein vorgebauter Fassadenturm mit Spitzhelm auf. Mittig im Turm das in einem Spitzbogen aufgeführte Hauptportal mit vier Eingangsstufen, darüber drei weitere, sich verjüngende Spitzbogenfenster, unter dem Spitzhelm nach allen vier Himmelsrichtungen Ziffernblätter der Turmuhr. Zu beiden Seiten in den Anbauten von Westen her Eingangstüren, darüber jeweils ein Spitzbogenfenster. Architekt und Baumeister der neugotischen Maria-Hilf-Kirche war Chrysostomus Martin. Die Außenarchitektur orientiert sich an der größeren Kirche Maria Hilf in München, die 1839 unter dem Bamberger Architekten Joseph Daniel Ohlmüller fertiggestellt worden war. Die Baukosten wurden aus den Stiftungsmitteln und durch „Guttäter“ aufgebracht. Als Backsteinbau errichtet, musste das Gebäude 1954 aus konservatorischen Gründen verputzt und mit Farbe versehen werden. Die Kirche steht seit 1982 inmitten einer kleinen Fußgängerzone, vor dem Hauptportal ein Brunnen mit Bamberger Gärtnerfiguren, zur rechten Hand das 1887 erbaute neugotische Pfarrhaus mit Backsteinfassade und Schieferdach.

### Innenraum und Innenausstattung

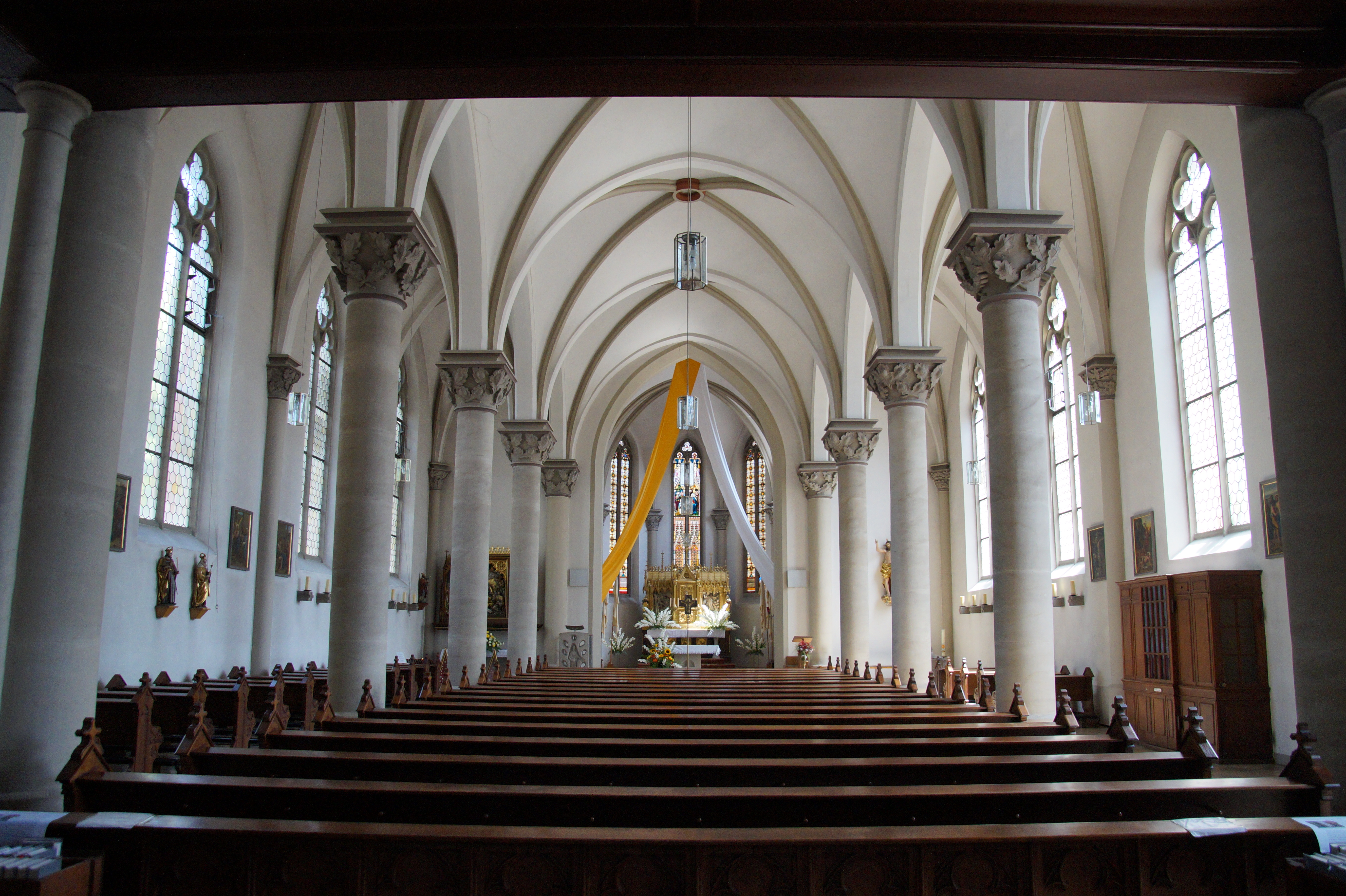
Innenraum der Pfarrkirche Maria Hilf in Bamberg

Der Innenraum präsentiert sich in den wesentlichen Zügen einheitlich neugotisch, um 1890. Das Kirchenschiff ist beidseitig durch je vier freistehende Säulen und eine Säule an der Chorwand, die Kapitelle mit Blattwerk verziert, in drei Längsschiffe gegliedert, an der Nord– und an der Südwand korrespondierend fünf Halbsäulen. Sie strukturieren das Dach des Kirchenschiffs mit seinem Kreuzrippengewölbe und Schlusssteinen. Das Mittelschiff wird von durchgehenden Bankreihen ausgefüllt, zu beiden Seiten Gänge, an den Außenwänden schmale Bankreihen.
Zwei gerade Stufen führen zum Chorraum, in der Apsis reich vergoldeter Hochaltar mit drei Stufen, gefertigt von Adolf Riedhammer in der Werkstatt der Bamberger Firma Johann Mayer und Cie. In der Außenwand der Apsis farbige Glasfenster, ausgeführt von der Firma Schmitt und Postek, Bamberg. „Die in dem Mittelfenster dargestellte Anbetung der Hl. Drei Könige weist auf die Anbetung des Allerheiligsten im Tabernakel hin. Durch Pflanzen und Sterne sind Erde und Himmel mit einbezogen. Im Altaraufbau zeugen die Darstellung der Geburt und der Auferstehung Jesu von dem Heilsgeschehen. Figuren von Engeln, der hl. Klara und der hl. Theresa von Avila zeigen dazu den Weg (Frömmigkeit, Weisheit und Hingabe). Im Antependium wird die Opferbereitschaft des alten Bundes vorgestellt: durch Abel, Abraham und Melchisedech. Der Pelikan über dem Tabernakel als Vogel der Selbstaufopferung ist als Symbol mit einbezogen.“ In den Glasfenstern zu beiden Seiten wird links der Benedizierung der heutigen Kirche, rechts des ersten hl. Messopfers der vormaligen Kapelle gedacht. An der linken Wand des Chorraums sind die Figuren der hl. Philomena, des hl. Josefs und der hl. Ottilie angebracht, die vom früheren Josefsaltar an der rechten Stirnseite des Längshauses stammen. An der rechten Seitenwand des Chors befinden sich in einer Glasvitrine Figuren aus Wachs und Holz zu den fünf Wunden Jesu am Kreuz und eine Darstellung der hl. Anna Selbdritt, also der hl. Anna mit ihrer Tochter Maria und deren Sohn Jesus auf den Armen, aus der Werkstatt von H. Nußbaum, um 1510.
Im Gefolge der Liturgiereform im Anschluss an das Zweite Vatikanische Konzil (1962–1965) erfuhr die Kirche im Jahr 1966 durch Geistl. Rat Johannes Heckel und unter der Leitung des Dombaumeisters Adam Jakob eine wesentliche gestalterische Änderung, indem ein Volksaltar am Übergang vom Kirchenschiff zum Chorraum aufgestellt wurde, der Josefsaltar, Kanzel und Kommunionbank entfernt wurden. Ambo und Taufstein wurden hinzugefügt, viele Heiligenfiguren an neue Orte in der Kirche verbracht, Knie- und Sitzbänke wurden neu angeordnet; der Mittelgang verschwand.

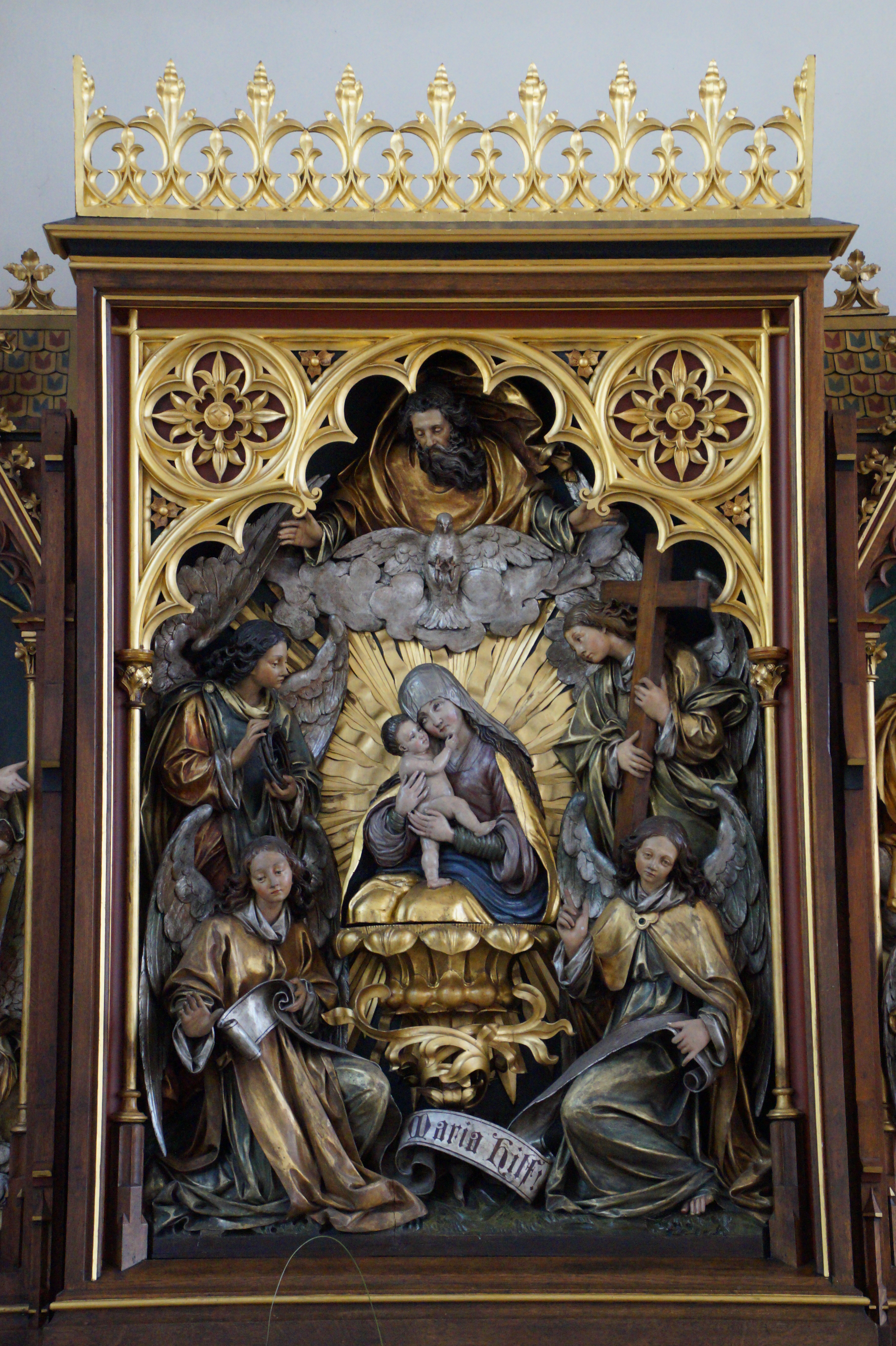
Gnadenbild der „Mutter Gottes von der immerwährenden Hilfe“ in der Kirche Maria Hilf in Bamberg

Das herausragende Objekt im Kirchenschiff stellt der Gnadenaltar an den linken Stirnseite dar, mit dem Gnadenbild der „Mutter Gottes von der immerwährenden Hilfe“ des 17. Jh., umrahmt von neugotischen Hinzufügungen, der hl. Dreifaltigkeit, Engeln mit Leidenswerkzeugen und der Banderole „Maria Hilf“. Der Gnadenaltar ist als dreiflügeliger Altar ausgestaltet, im linken Flügel die Aufnahme Mariens in den Himmel, im rechten Flügel die Krönung Marias zur Königin. An beiden Seitenwänden, nahe der Stirnseite des Kirchenschiffs, je sechs Apostelleuchter.
Vom Gnadenaltar ausgehend sind im Uhrzeigersinn angeordnet an der Nordwand Heiligenfiguren der drei Bamberger Bistumspatrone, des hl. Bischofs Otto und das Figurenpaar der Bistumspatrone hl. Heinrich und hl. Kunigunde, danach das Figurenpaar der hl. Magdalena und der hl. Ottilie und die spätgotische Vespergruppe, ebenfalls um 1510 von H. Nußbaum bzw. dessen Werkstatt stammend. Darum herum gruppiert Erinnerungstafeln an die Toten der beiden Weltkriege.
An der Rückwand des Kirchenschiffs folgen Statuen des hl. Antonius von Padua, des hl. Sebastian und des hl. Wendelin, sowie des hl. Bruders Konrad von Altötting. Dazwischen, vom Gnadenaltar ausgehend, reihen sich 14 Kreuzwegstationen, die sich an der südlichen Kirchenwand mit zwei Beichtstühlen fortsetzen und auf eine lebensgroße barocke Figur des von den Toten auferstandenen Jesus Christus hinführen, die gleichzeitig die 15. Station des Kreuzweges bildet. Zu Fuße der Christusfigur der sechseckige Taufstein, dessen einzelne Reliefs im Uhrzeigersinn die Ausführungen des „Lobpreises und der Segnung des Wassers“ aus der Taufliturgie bildlich wiedergeben.
An der Rückseite des Längsschiffs die Orgelempore mit einer 1986 durch die Fa. Orgelbau Krätzer erneuerten Orgel mit einem siebenteiligen Prospekt. Die Orgel besitzt drei Manuale und zählt 37 Register.
Im Eingangsbereich des Hauptportals befindet sich im Erdgeschoss des Glockenturms eine Sandsteinmadonna, die 1695 vom Bamberger Bildhauer Johann Kaspar Metzger geschaffen wurde und ursprünglich zusammen mit heute verschollenen Sandsteinfiguren der hl. Magdalena und der hl. Ottilie aus derselben Werkstatt die Westfassade der Maria-Hilf-Kapelle zierte.

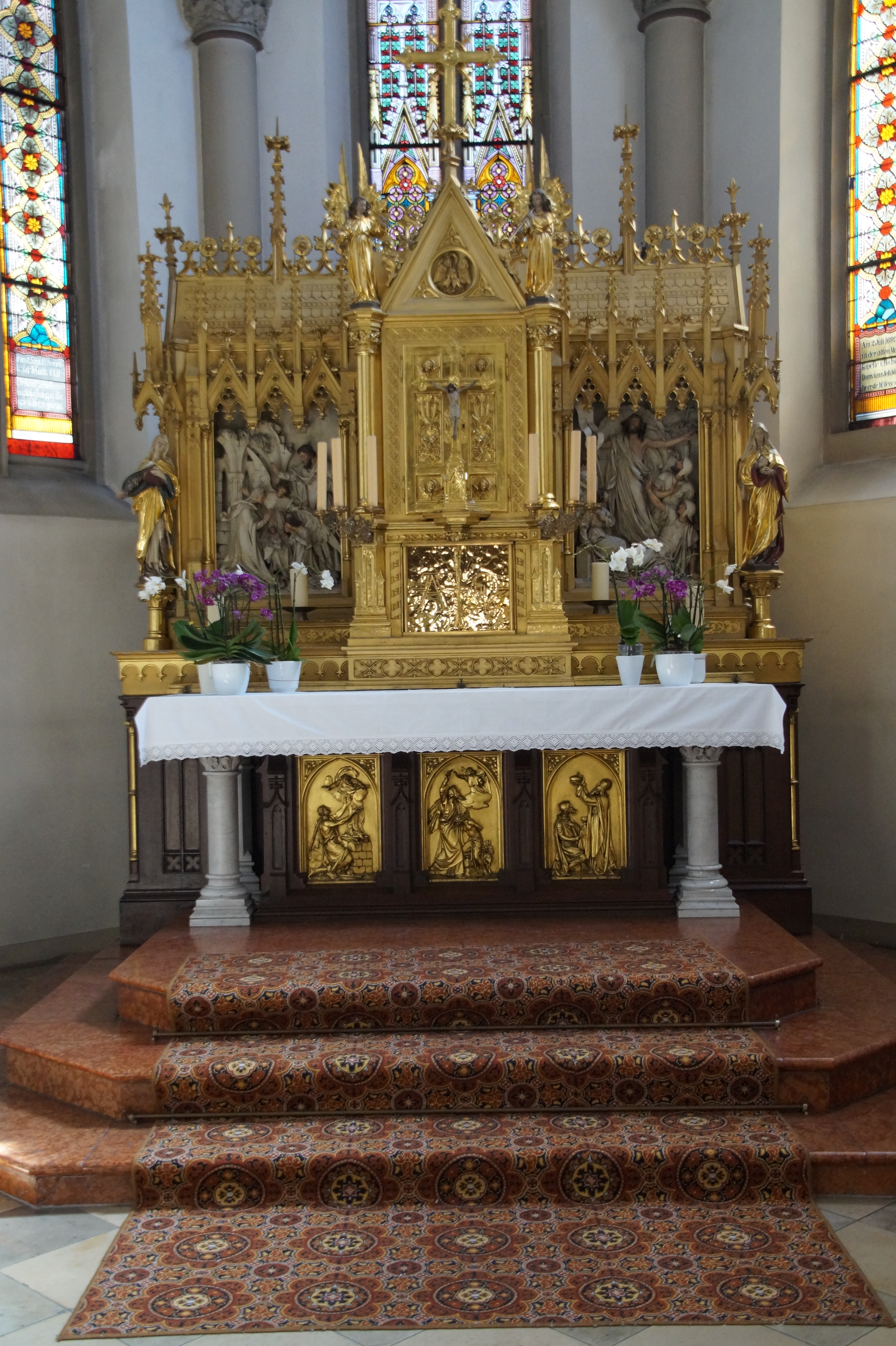
Hochaltar in der Pfarrkirche Maria Hilf in Bamberg
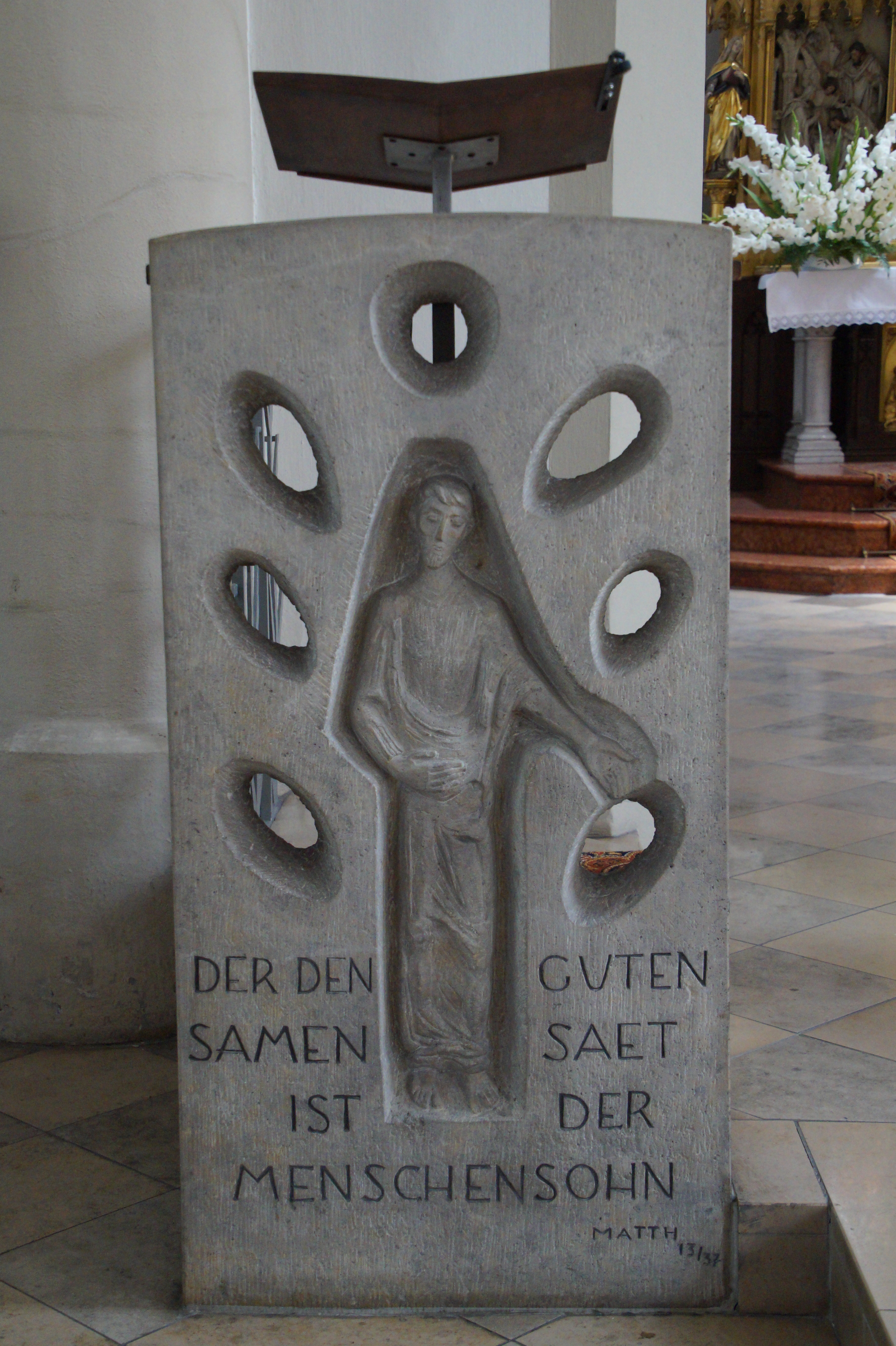
Maria Hilf Bamberg – Ambo, um 1966
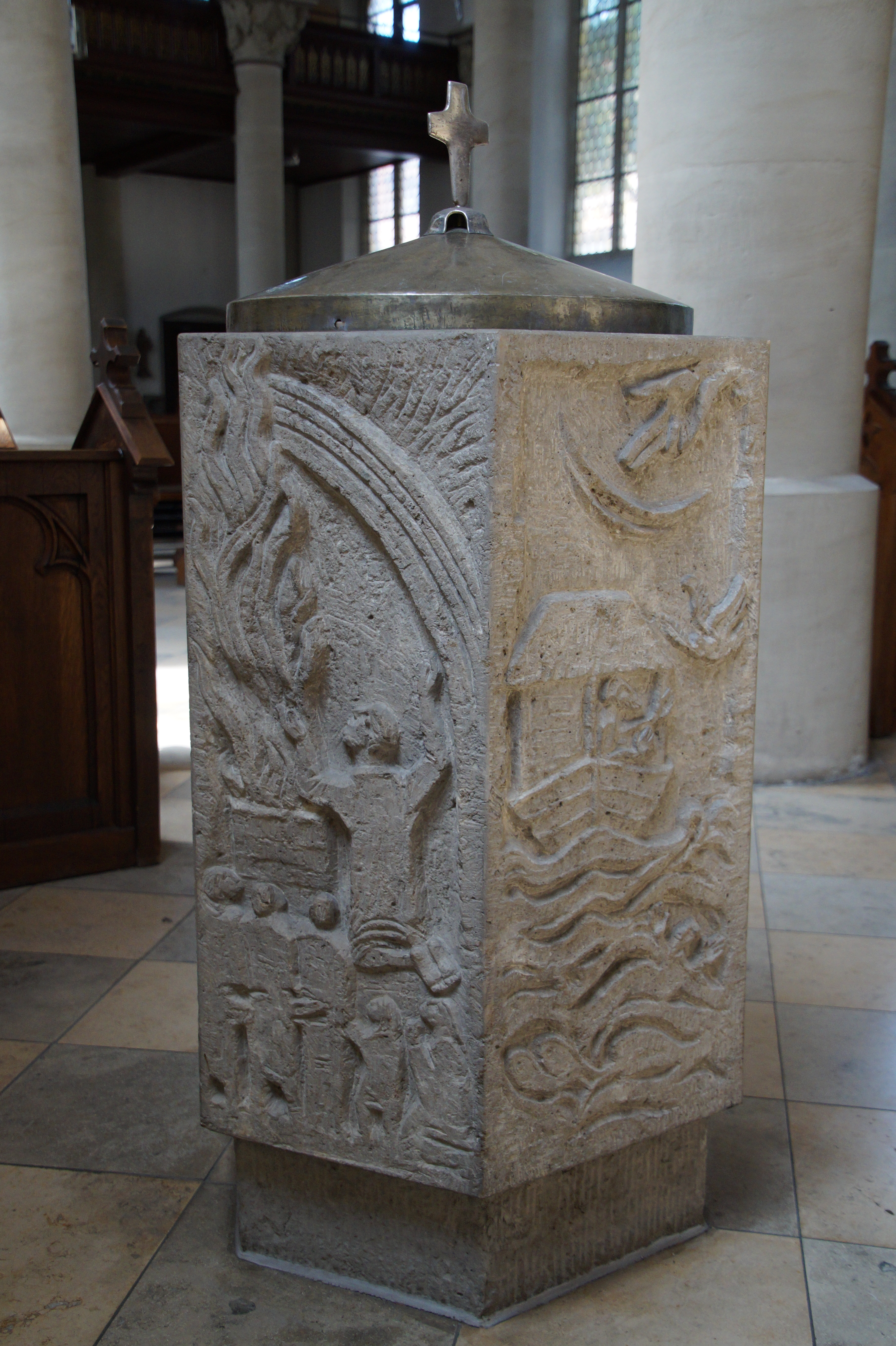
Taufstein der Kirche Maria Hilf in Bamberg, 1966
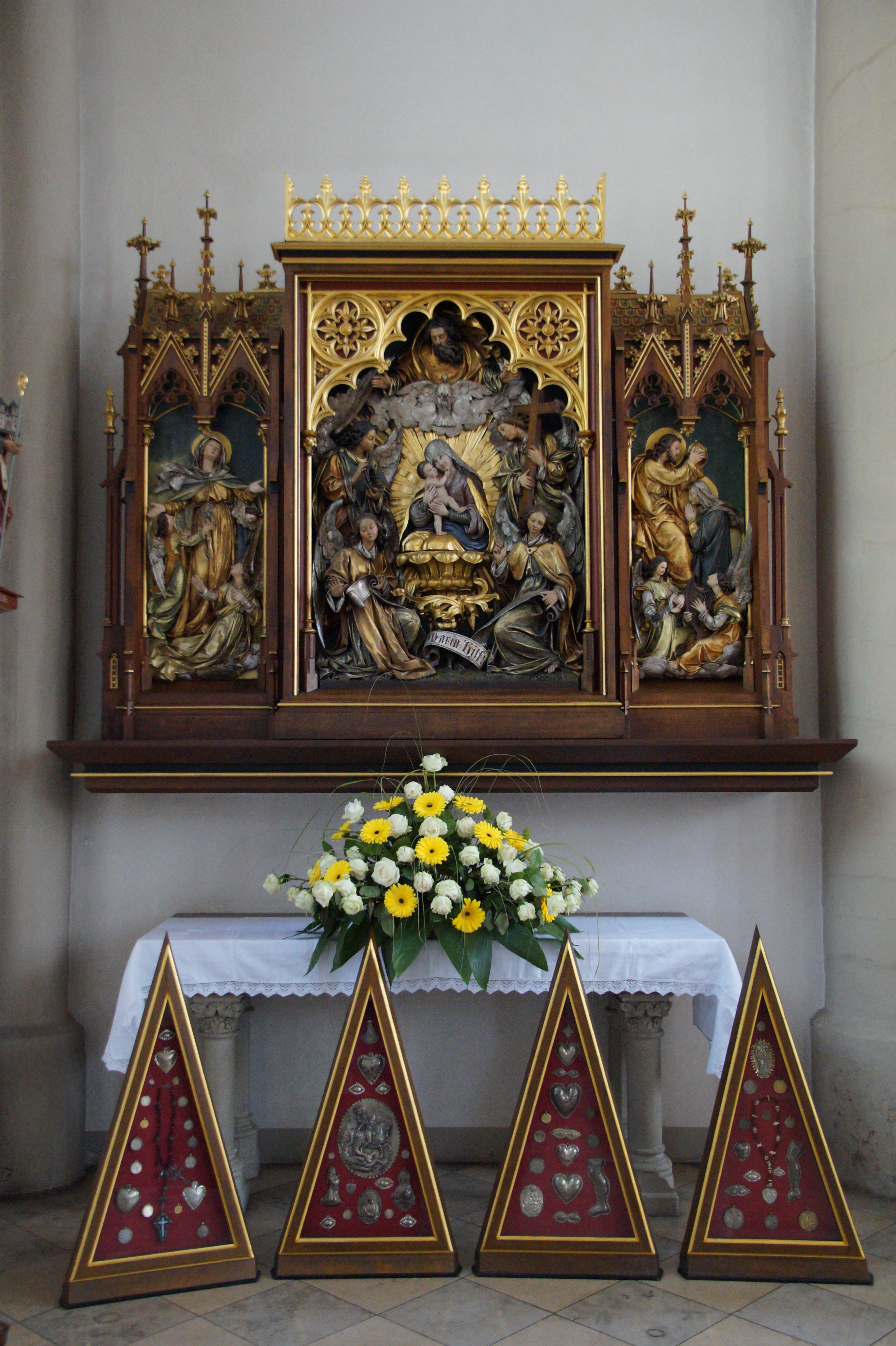
Kirche Maria Hilf in Bamberg, Gnadenaltar der „Mutter Gottes von der immerwährenden Hilfe“, davor Votivtafeln mit Dankesgaben von Gläubigen
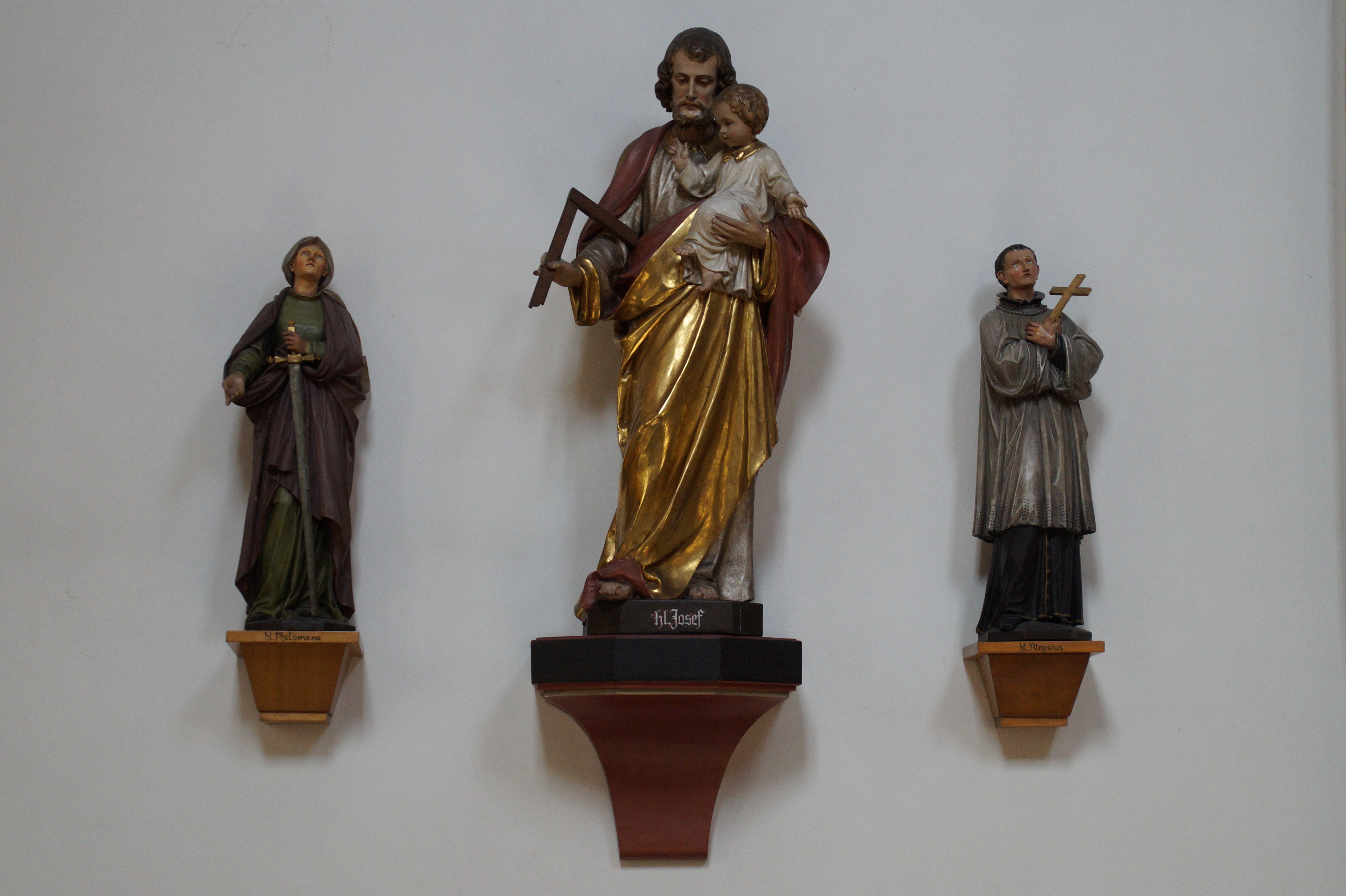
Maria Hilf Bamberg – Figurengruppe mit hl. Josef, hl. Philomena und hl. Aloysius
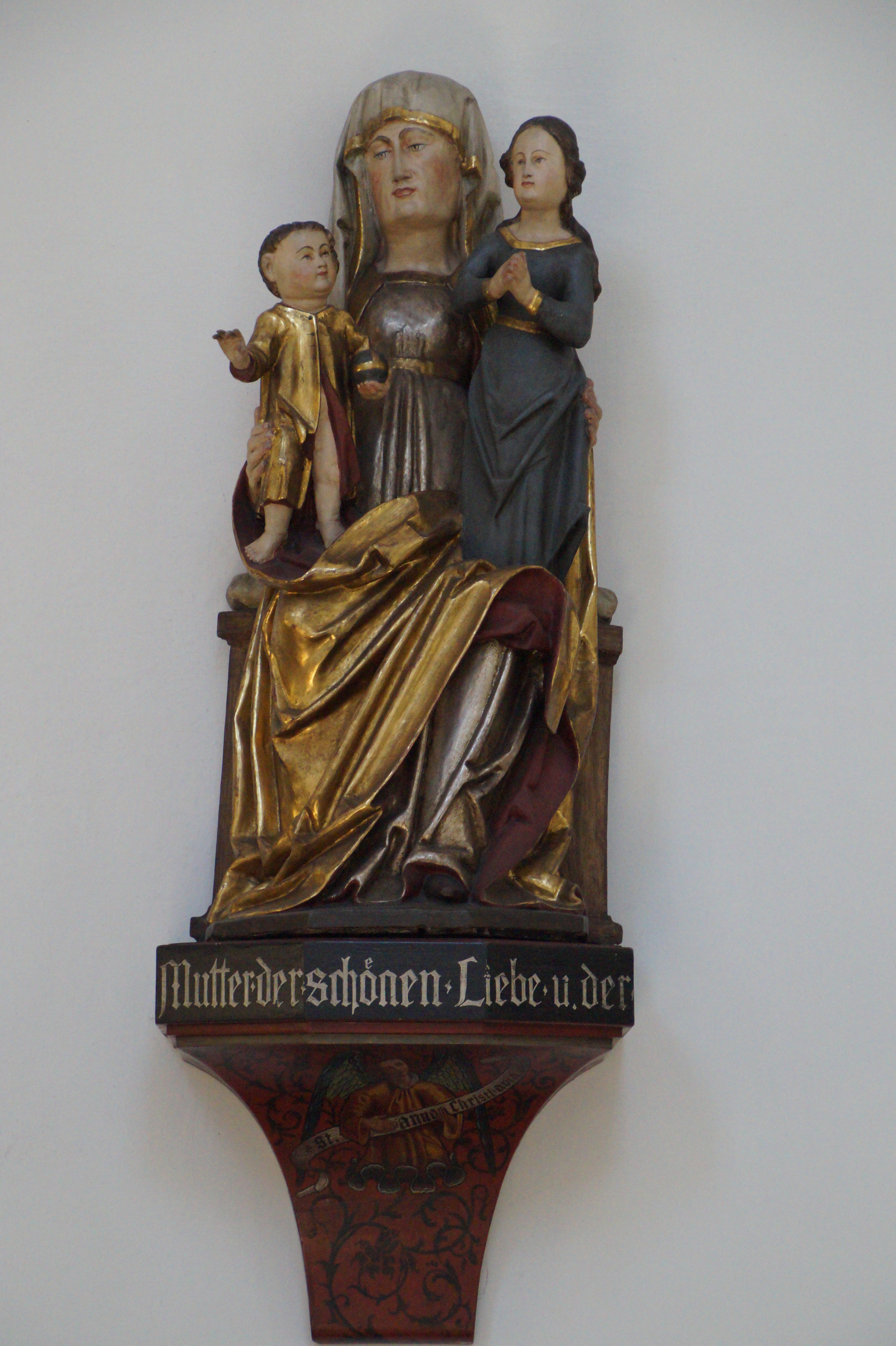
Maria Hilf Bamberg – Hl. Anna selbdritt, um 1510
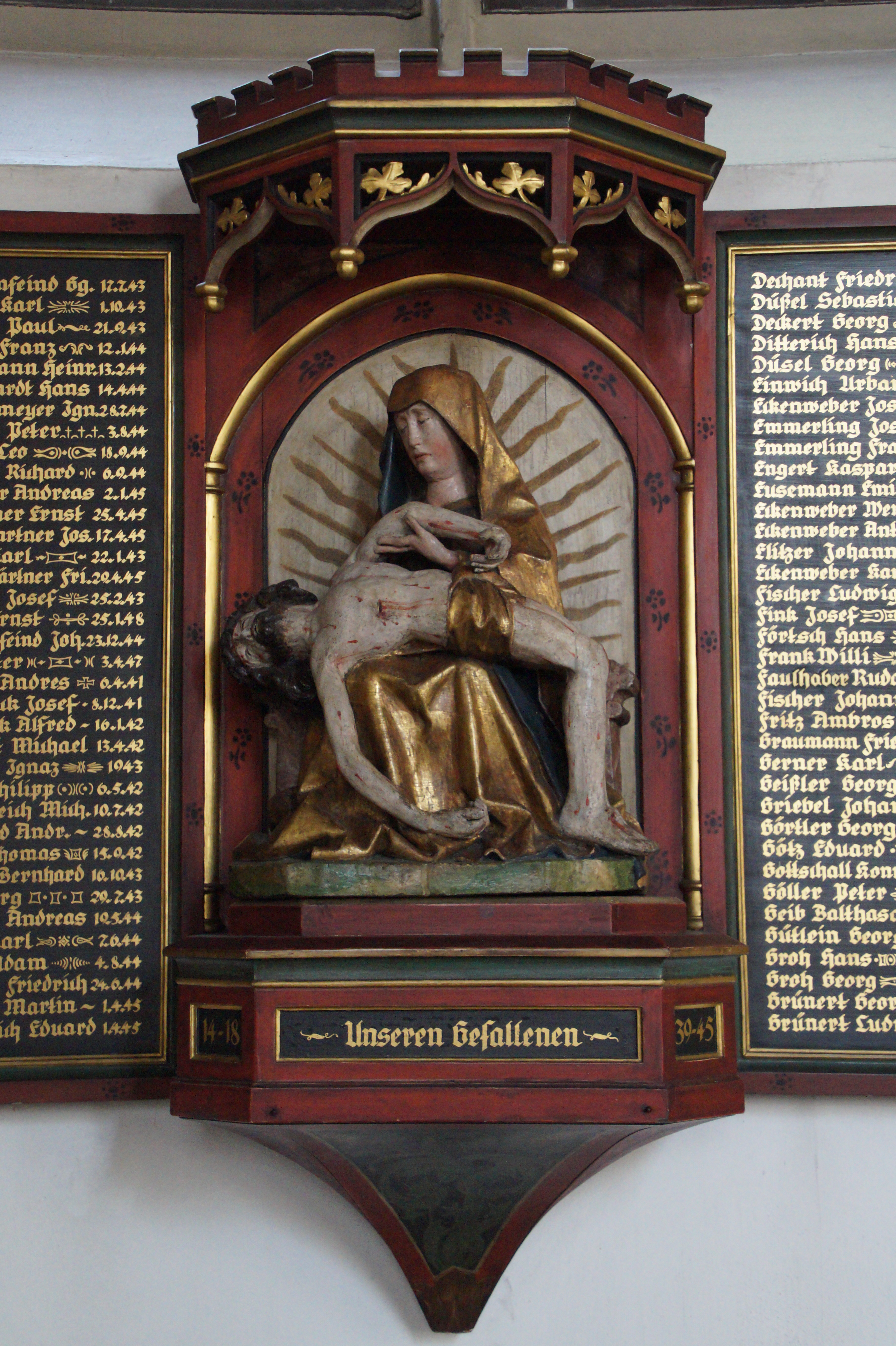
Kirche Maria Hilf Bamberg – Pietà, um 1510, inmitten der Gedenktafeln der Gefallenen der beiden Weltkriege
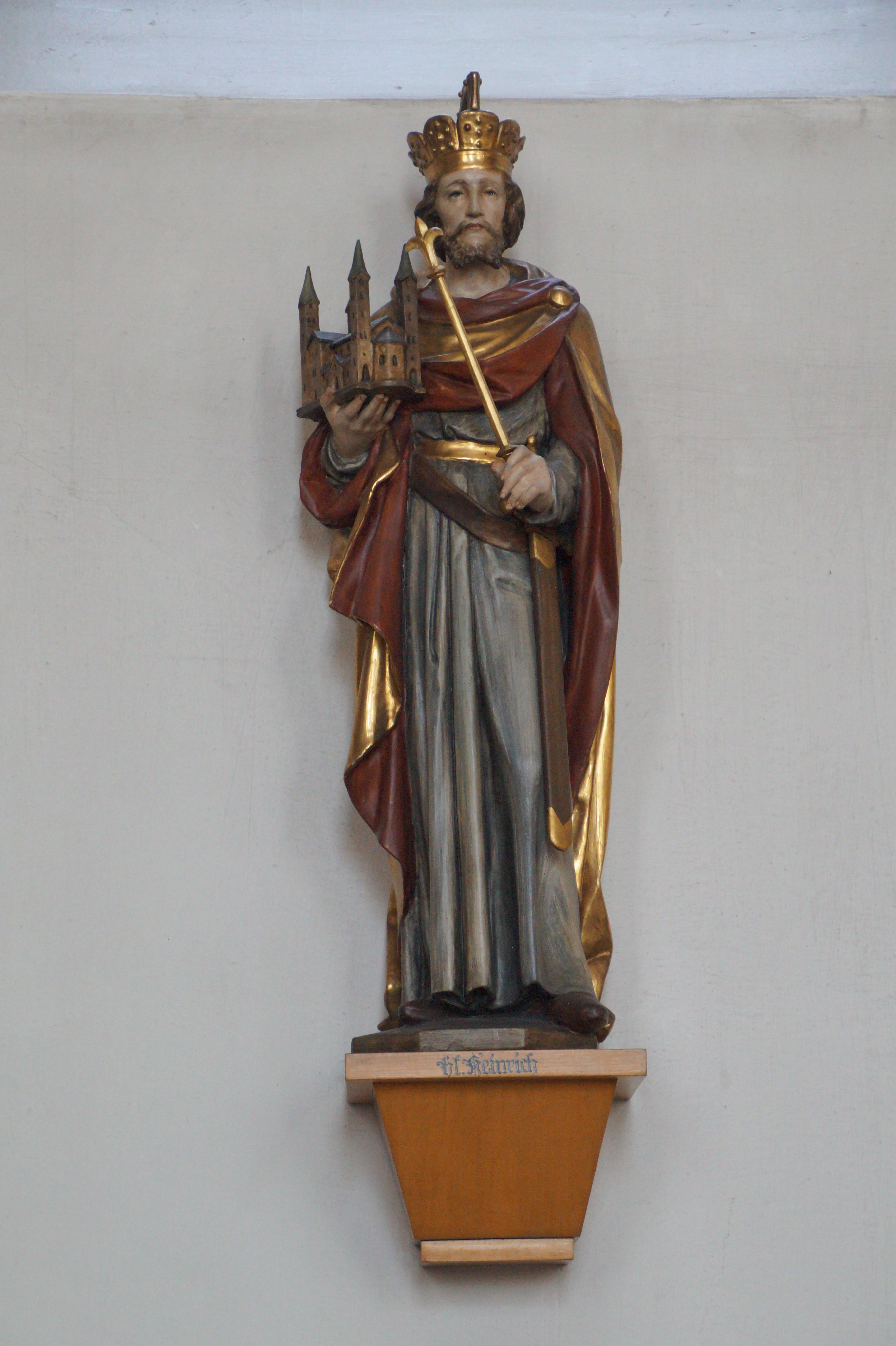
Maria Hilf Bamberg – Hl. Kaiser Heinrich II.
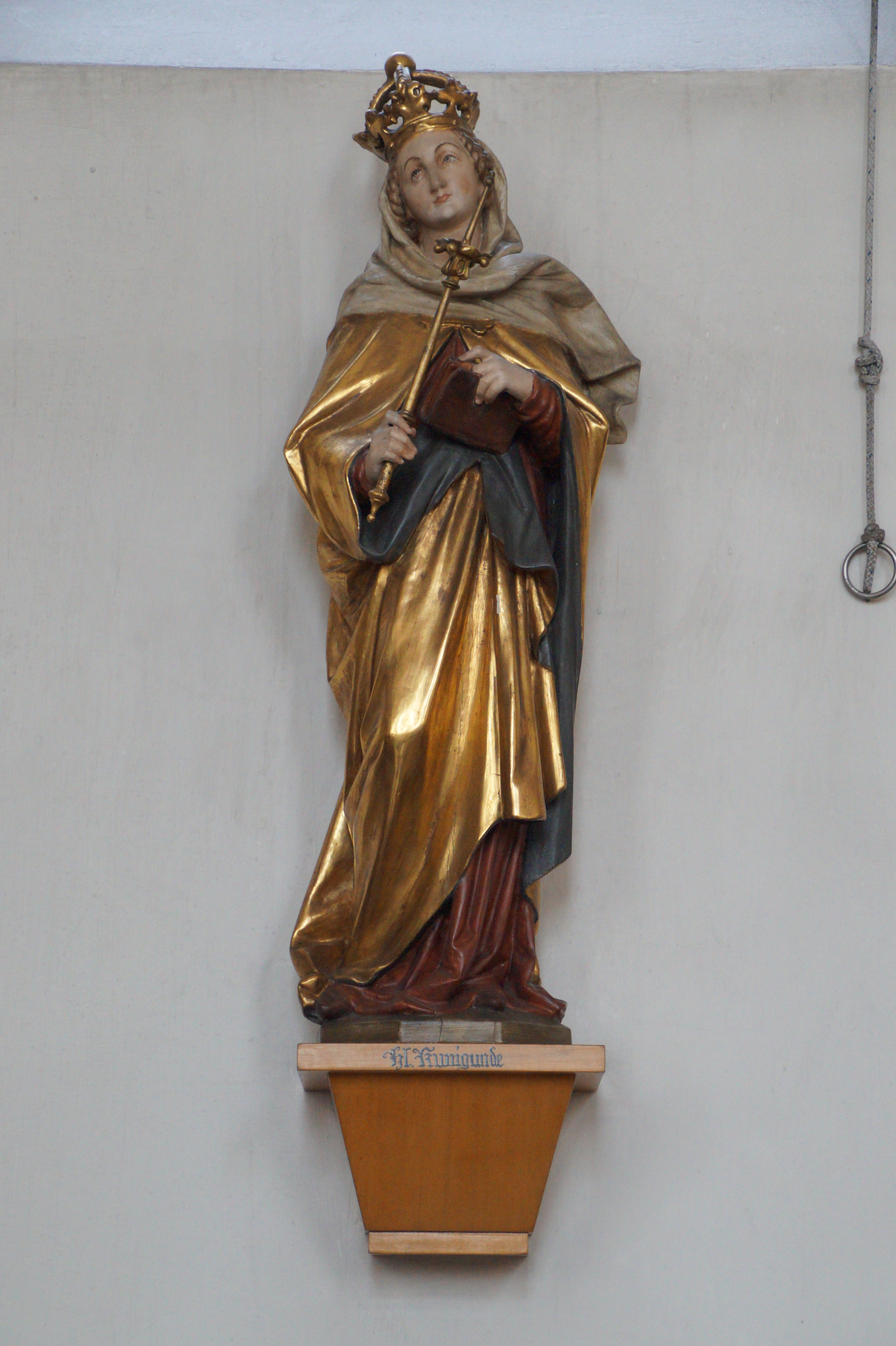
Maria Hilf Bamberg – Hl. Kaiserin Kunigunde
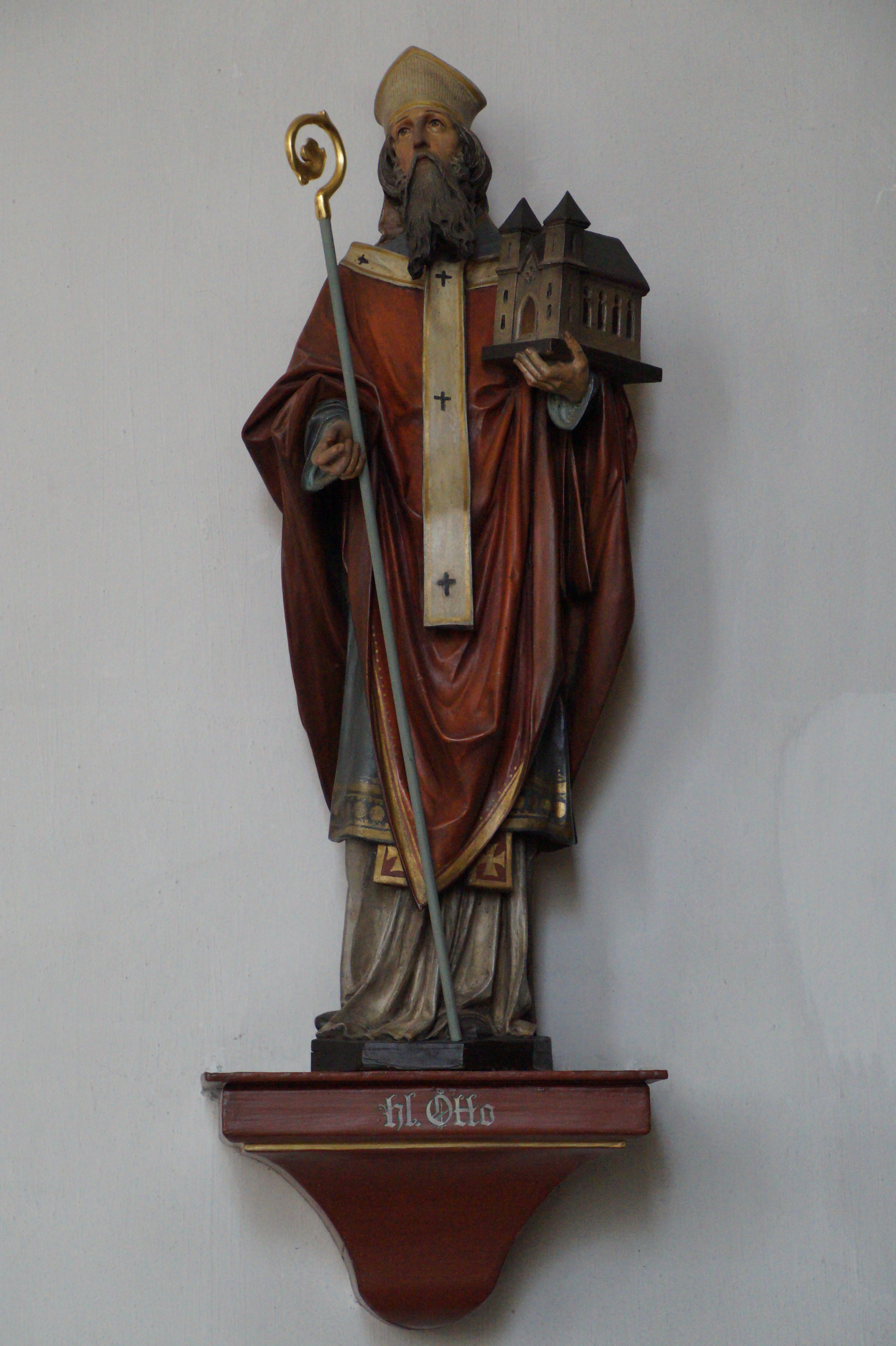
Maria Hilf Bamberg – Hl. Bischof Otto von Bamberg
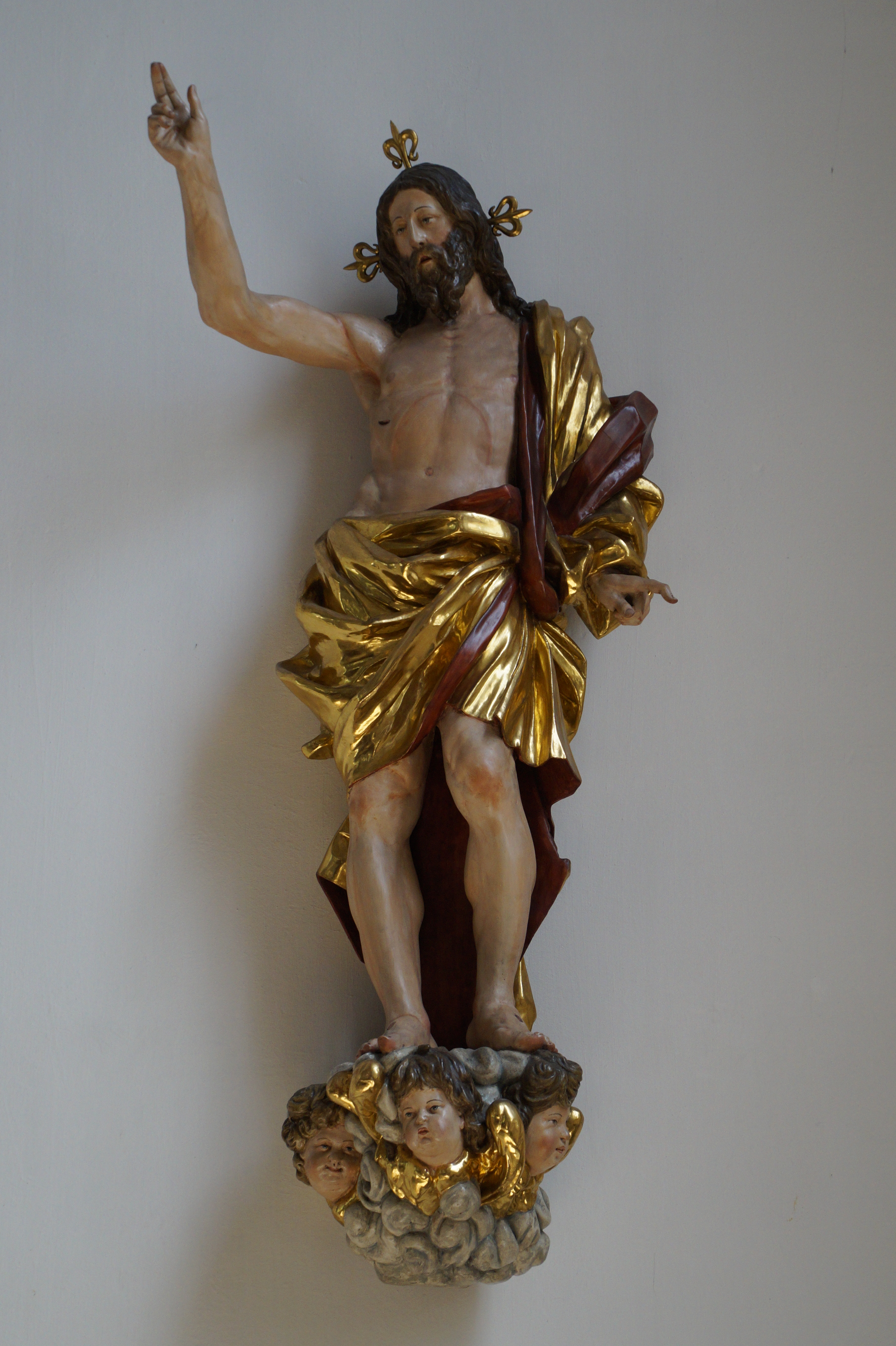
Maria Hilf Bamberg – Barocke Figur des auferstandenen Jesus Christus
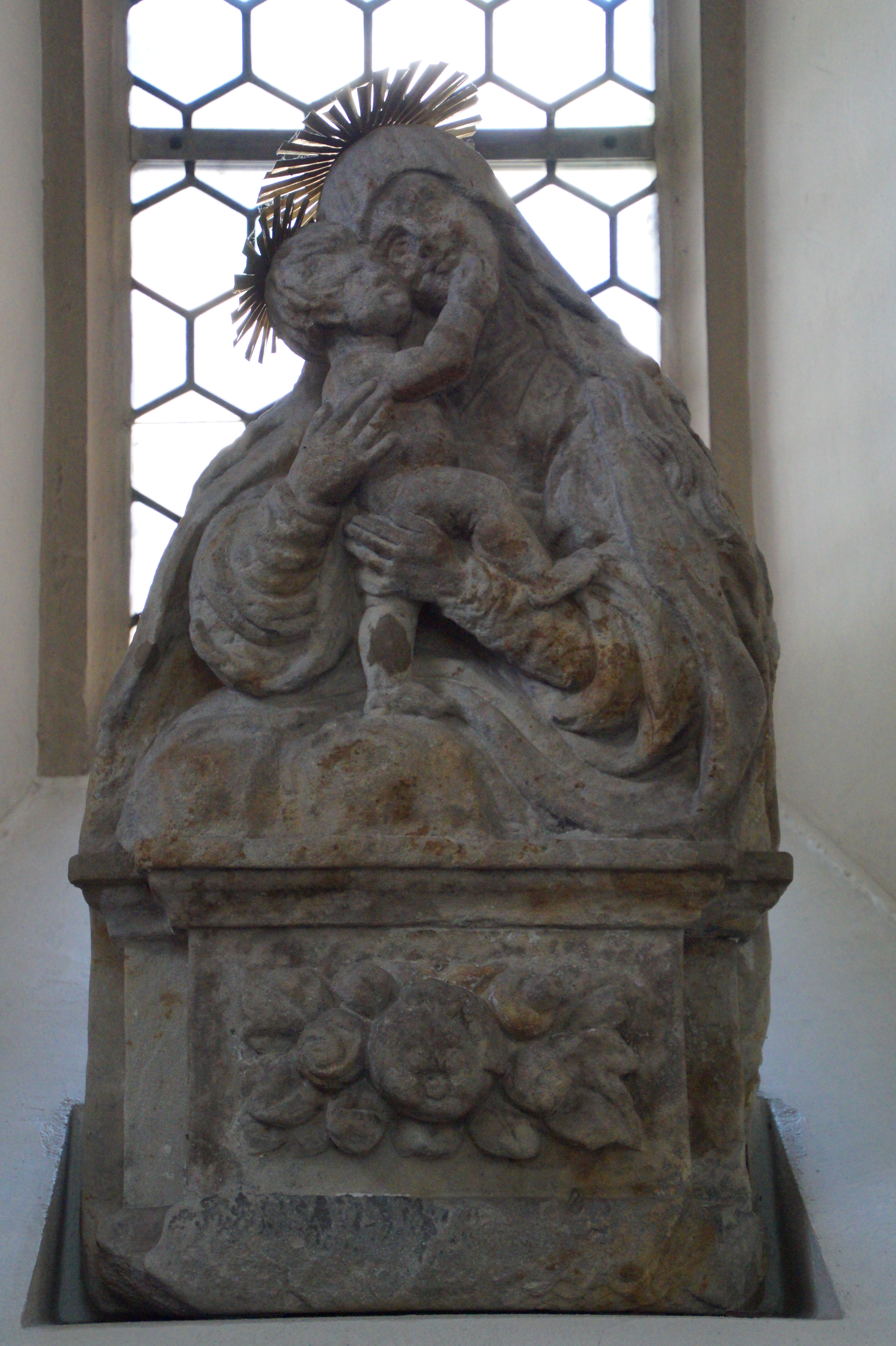
Kirche Maria Hilf Bamberg – Sandsteinmadonna, um 1695 vom Bamberger Bildhauer Johann Kaspar Metzger geschaffen

### Glocken und Turmuhr
Im Glockenturm hängen vier Bronzeglocken der Fa. Petit und Gebrüder Edelbrock, Gescher i. Westf., 1952:
I. 1127 kg, ⌀ 123 cm, Ton E’, Gnadenbild, „Hier vor Deinem Bilde wir in Demut stehn“.

II. Herz-Jesu, 654 kg, ⌀ 101,7 cm, Ton G’, „Entzünde, göttl. Herz, mein kaltes Herz mit Deiner Liebe“.

III. Joseph, 470 kg, ⌀ 91,2 cm, Ton A’, „Hl. Joseph, Du hast Jesus aus der höchsten Lebensgefahr errettet, verteidige auch jetzt die hl. Kirche Gottes gegen die feindlichen Nachstellungen“.

IV. Konrad, 300 kg, ⌀ 80 cm, Ton H’, „Hl. Konrad, Du Pförtner des Klosters, öffne uns die Pforte des Himmels“.
Eiserner Glockenstuhl 1953, elektrisch betrieben.
Die Turmuhr stammt von der Fa. Manhardt, München, 1892.